# Team penning

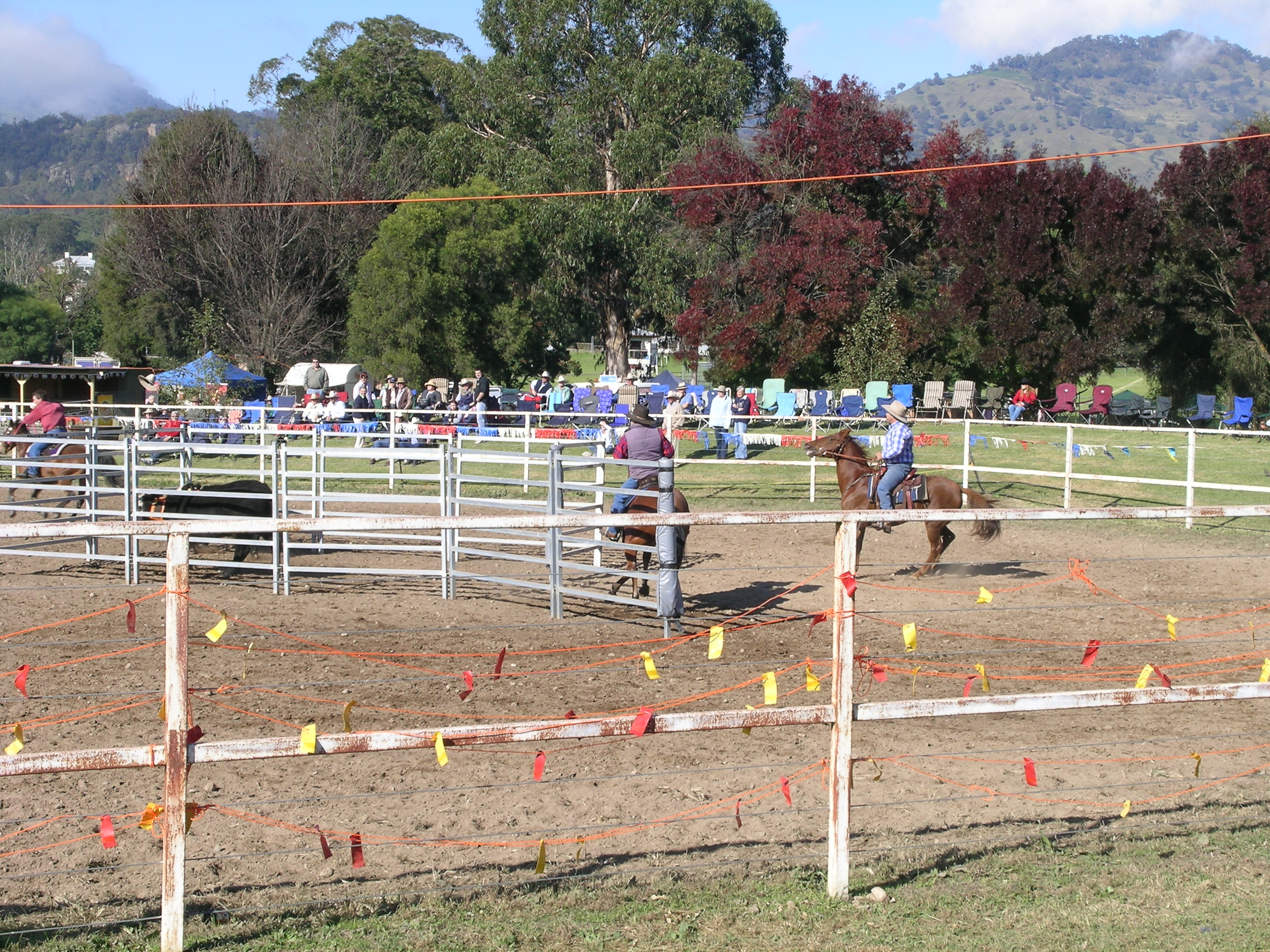
Team penning en Murrurundi, Nueva Gales del Sur

Team penning es un deporte ecuestre de modalidad western que surgió como evolución del tradicional trabajo de rancho consistente en separar reses para marcarlas, realizar revisiones veterinarias o transportarlas de un lugar a otro.
Actualmente  team penning se ha convertido en un rápido y emocionante evento en el cual un equipo compuesto por tres jinetes debe separar 3 reses de un rebaño de 30 y conducirlas hasta su encierro en un corral.

## Historia
El origen de este deporte se remonta a 1942, cuando los hermanos Ray y Joe Yanez, junto con el cowboy canadiense Bill Schwindt reunían a un rebaño de ganado en un rancho de Ventura, California. Parece ser que los tres trazaron durante uno de los almuerzos las directrices de esta modalidad en la cual los cowboys podrían demostrar en un evento deportivo su manejo con el caballo.

## Objetivo
El rebaño se compone de 30 cabezas de ganado (normalmente reses jóvenes, no está permitido el uso de toros y reses de edad avanzada), identificadas mediante números formando grupos de tres reses del 0 al 9. La competición comienza cuando al sobrepasar el primer caballo con su nariz la línea de salida, el juez baja el banderín. En ese momento, el speaker de la prueba dirá un número comprendido entre el 0 y el 9. Es entonces cuando el equipo deberá conducir a las 3 reses del rebaño que lleven dicho dorsal hasta el corral situado en la zona opuesta de la pista, meterlas dentro y pedir la toma de tiempo.
El trabajo en equipo es la clave para conseguir conducir las reses correctas hasta el corral mientras se mantiene el resto del rebaño alejado.

## Normativa
- Normativa Team Penning